# Kinabaludwergsalangaan
De kinabaludwergsalangaan (Collocalia dodgei) is een vogel uit de familie der Apodidae (gierzwaluwen).

## Herkenning
De vogel is 9 cm lang en lijkt sterk op de westelijke dwergsalangaan (C. affinis cyanoptila), die in het laagland van Borneo voorkomt. Deze soort heeft een groene (in plaats van een blauwe) glans op de veren van de bovenkant.

## Verspreiding en leefgebied
Deze soort is endemisch in Borneo, maar komt alleen voor in de bergachtige gebieden en broedt daar op grote hoogte (2370 m boven zeeniveau) op de Gunung Kinabalu, De dwergsalanganen die in de lager gelegen delen van het nationale park Kinabalu voorkomen zijn westelijke dwergsalanganen.

## Status
De vogel is zeer zeldzaam en het taxon wordt door BirdLife International niet als een aparte soort erkend maar als een ondersoort van de linchidwergsalangaan (Collocalia linchi dodgei). Daarom heeft het geen vermelding op de Rode Lijst van de IUCN.